# TSV Neuhausen-Nymphenburg

Vereinslogo

Der TSV Neuhausen-Nymphenburg ist ein Sportverein aus München.

## Geschichte
Der Verein wurde 1894 gegründet. 1906 erhielt der Verein ein Grundstück geliehen, auf welchem 1907 die erste Turnhalle eingeweiht wurde. 1929 wurde der ursprünglich nur für elf Jahre leihweise übertragene Grund und Boden dem Verein geschenkt. 1982 wurden die Sportstätten für 3,2 Millionen D-Mark komplett erneuert. Derzeit bestehen im Verein die Abteilungen Badminton, Basketball, Damengymnastik, Herrengymnastik, Familiensport, Jugendturnen, Fitness, Tanzsport, Turnen & Spiel sowie Volleyball. Die 1953 gegründete Badmintonabteilung ist eine die erfolgreichste Sparte des Vereins. Die erste Mannschaft der Abteilung spielte mehr als 20 Jahre ununterbrochen in der 2. Bundesliga, bevor 2014 der erstmalige Aufstieg in die 1. Bundesliga gelang.

## Erfolge

### Badminton
| Veranstaltung | Saison                                 | Disziplin    | Platz | Name                                                                                 |
| ------------- | -------------------------------------- | ------------ | ----- | ------------------------------------------------------------------------------------ |
| 1956/1957     | Bayerische Einzelmeisterschaft         | Mixed        | 1     | Willi Barth / Rüttner (TSV Neuhausen)                                                |
| 1956/1957     | Bayerische Einzelmeisterschaft         | Herreneinzel | 1     | Willi Barth (TSV Neuhausen)                                                          |
| 1957/1958     | Bayerische Einzelmeisterschaft         | Mixed        | 1     | Willi Barth / Massinger (TSV Neuhausen / PSV München)                                |
| 1957/1958     | Bayerische Einzelmeisterschaft         | Herreneinzel | 1     | Willi Barth (TSV Neuhausen)                                                          |
| 1957/1958     | Bayerische Einzelmeisterschaft         | Herrendoppel | 1     | Willi Barth / Forster (TSV Neuhausen)                                                |
| 1957/1958     | Bayrische Mannschaftsmeisterschaft     | Mannschaft   | 1     | TSV Neuhausen                                                                        |
| 1958/1959     | Bayerische Einzelmeisterschaft         | Mixed        | 1     | Forster / Wagatha (TSV Neuhausen / MTV München)                                      |
| 1959/1960     | Bayerische Einzelmeisterschaft         | Dameneinzel  | 1     | Heidi Reuß (TSV Neuhausen)                                                           |
| 1960/1961     | Deutsche Einzelmeisterschaft           | Mixed        | 3     | Rupert Liebl / Heidi Reuß (MTV München 1879 / TSV Neuhausen)                         |
| 1960/1961     | Bayerische Einzelmeisterschaft         | Dameneinzel  | 1     | Heidi Reuß (TSV Neuhausen)                                                           |
| 1961/1962     | Bayerische Einzelmeisterschaft         | Mixed        | 1     | Später / Heidi Reuß (TSV Neuhausen)                                                  |
| 1961/1962     | Süddeutsche Einzelmeisterschaft        | Mixed        | 1     | Später / Heidi Reuß (TSV Neuhausen)                                                  |
| 1961/1962     | Süddeutsche Einzelmeisterschaft        | Dameneinzel  | 1     | Heidi Reuß (TSV Neuhausen)                                                           |
| 1961/1962     | Bayerische Einzelmeisterschaft         | Dameneinzel  | 1     | Heidi Reuß (TSV Neuhausen)                                                           |
| 1962/1963     | Bayerische Einzelmeisterschaft         | Damendoppel  | 1     | Heidi Menacher / Edeltraud Hefter (TSV Neuhausen)                                    |
| 1963/1964     | Süddeutsche Einzelmeisterschaft        | Dameneinzel  | 1     | Hefter Edeltraud (TSV Neuhausen)                                                     |
| 1963/1964     | Bayerische Einzelmeisterschaft         | Dameneinzel  | 1     | Edeltraud Hefter (TSV Neuhausen)                                                     |
| 1963/1964     | Deutsche Einzelmeisterschaft           | Damendoppel  | 1     | Heidi Reuß / Edeltraud Hefter (TSV Neuhausen-Nymphenburg)                            |
| 1963/1964     | Bayerische Einzelmeisterschaft         | Damendoppel  | 1     | Heidi Menacher / Edeltraud Hefter (TSV Neuhausen)                                    |
| 1964/1965     | Deutsche Einzelmeisterschaft           | Dameneinzel  | 3     | Heidi Menacher (TSV Neuhausen-Nymphenburg)                                           |
| 1964/1965     | Bayerische Einzelmeisterschaft         | Dameneinzel  | 1     | Heidi Menacher (TSV Neuhausen)                                                       |
| 1964/1965     | Deutsche Einzelmeisterschaft           | Damendoppel  | 3     | Heidi Menacher / Edeltraud Hefter (TSV Neuhausen-Nymphenburg)                        |
| 1964/1965     | Süddeutsche Einzelmeisterschaft        | Dameneinzel  | 1     | Heidi Menacher (TSV Neuhausen)                                                       |
| 1965/1966     | Süddeutsche Einzelmeisterschaft        | Dameneinzel  | 1     | Heidi Menacher (TSV Neuhausen)                                                       |
| 1971/1972     | Bayerische Einzelmeisterschaft         | Damendoppel  | 1     | Heidi Menacher / Feser C. (TSV Neuhausen / MTV München 1879)                         |
| 1972/1973     | Bayerische Einzelmeisterschaft         | Damendoppel  | 1     | Heidi Menacher / Feser C. (TSV Neuhausen / MTV München 1879)                         |
| 1972/1973     | Bayerische Einzelmeisterschaft         | Mixed        | 1     | Betz / Menacher (MTV München 1879 / TSV Neuhausen)                                   |
| 1972/1973     | Süddeutsche Einzelmeisterschaft        | Damendoppel  | 1     | Menacher / Feser (TSV Neuhausen / MTV München 1879)                                  |
| 1972/1973     | Süddeutsche Einzelmeisterschaft        | Mixed        | 1     | Betz / Menacher (MTV München 1879 / TSV Neuhausen)                                   |
| 1973/1974     | Süddeutsche Einzelmeisterschaft        | Damendoppel  | 1     | Menacher / Zolnhofer (TSV Neuhausen / TG Zell)                                       |
| 1974/1975     | Bayerische Einzelmeisterschaft         | Damendoppel  | 1     | Heidi Menacher / Helga Zolnhofer (TSV Neuhausen) / TG Zell                           |
| 1989/1990     | Deutsche Einzelmeisterschaft O32       | Damendoppel  | 1     | Heidi Menacher / Karin Rüsseler (TSV Neuhausen-Nymphenburg / VfL Sindelfingen)       |
| 1990/1991     | Deutsche Einzelmeisterschaft O48       | Damendoppel  | 1     | Heidi Menacher / Karin Schäfers (TSV Neuhausen-Nymphenburg / TB Rheinhausen)         |
| 1990/1991     | Deutsche Einzelmeisterschaft O48       | Dameneinzel  | 1     | Heidi Menacher (TSV Neuhausen-Nymphenburg)                                           |
| 1992/1993     | Deutsche Einzelmeisterschaft O50       | Dameneinzel  | 2     | Heidi Menacher (TSV Neuhausen)                                                       |
| 1992/1993     | Deutsche Einzelmeisterschaft U16       | Mixed        | 2     | Björn Decker (TV Saarlouis) / Stefanie Müller (TSV Neuhausen)                        |
| 1992/1993     | Deutsche Einzelmeisterschaft U22       | Dameneinzel  | 2     | Stefanie Müller (TSV Neuhausen)                                                      |
| 1992/1993     | Deutsche Einzelmeisterschaft O50       | Damendoppel  | 1     | Karin Schäfers / Heidi Menacher (TB Rheinhausen / TSV Neuhausen-Nymphenburg München) |
| 1992/1993     | Deutsche Einzelmeisterschaft U16       | Dameneinzel  | 1     | Stefanie Müller (TSV Neuhausen-Nymphenburg München)                                  |
| 1993/1994     | Bayerische Einzelmeisterschaft         | Damendoppel  | 1     | Brigitte Menacher / Hintermayr E. (TSV Neuhausen / TV Dillingen)                     |
| 1993/1994     | Deutsche Einzelmeisterschaft O50       | Damendoppel  | 1     | Karin Schäfers / Heidi Menacher (TB Rheinhausen / TSV Neuhausen-Nymphenburg)         |
| 1993/1994     | Südostdeutsche Einzelmeisterschaft     | Damendoppel  | 1     | Anne-Katrin Seid / Müller St. (SV Fortuna Regensburg) / (TSV Neuhausen)              |
| 1993/1994     | Deutsche Einzelmeisterschaft U18       | Dameneinzel  | 1     | Stefanie Müller (TSV Neuhausen-Nymphenburg München)                                  |
| 1993/1994     | Deutsche Einzelmeisterschaft U22       | Dameneinzel  | 1     | Stefanie Müller (TSV Neuhausen-Nymphenburg)                                          |
| 1993/1994     | Deutsche Einzelmeisterschaft           | Dameneinzel  | 2     | Stefanie Müller (TSV Neuhausen)                                                      |
| 1993/1994     | Südostdeutsche Einzelmeisterschaft     | Dameneinzel  | 1     | Stefanie Müller (TSV Neuhausen)                                                      |
| 1993/1994     | Deutsche Einzelmeisterschaft O50       | Mixed        | 2     | Gerhard Grönboldt (Harburger SC) / Heidi Menacher (TSV Neuhausen-Nymphenburg)        |
| 1993/1994     | Südostdeutsche Einzelmeisterschaft     | Herrendoppel | 1     | Jürgen Schmitz / H. Rahn (TSV Neuhausen)                                             |
| 1994/1995     | Silberner Federball                    | Herreneinzel | 1     | Jürgen Schmitz (TSV Neuhausen-Nymphenburg)                                           |
| 1994/1995     | Deutsche Einzelmeisterschaft O50       | Mixed        | 1     | Horst Lösche / Heidi Menacher (1. BV Mülheim / TSV Neuhausen-Nymphenburg)            |
| 1994/1995     | Silberner Federball                    | Mixed        | 1     | Jürgen Schmitz / Tanja Spahr (TSV Neuhausen-Nymphenburg)                             |
| 1994/1995     | Bayerische Einzelmeisterschaft         | Herrendoppel | 1     | Klaus Treitinger / Gerhard Treitinger (SV Fortuna Regensburg) / (TSV Neuhausen)      |
| 1994/1995     | Bayerische Einzelmeisterschaft         | Dameneinzel  | 1     | Sibylle Holz (TSV Neuhausen)                                                         |
| 1994/1995     | Deutsche Einzelmeisterschaft O50       | Dameneinzel  | 2     | Heidi Menacher (TSV Neuhausen-Nymphenburg)                                           |
| 1995/1996     | Bayerische Einzelmeisterschaft         | Mixed        | 1     | J. Zepmeisel / Tanja Spahr (TSV Neuhausen)                                           |
| 1995/1996     | Deutsche Einzelmeisterschaft O32       | Herreneinzel | 1     | Jürgen Schmitz (TSV Neuhausen-Nymphenburg München)                                   |
| 1995/1996     | Bayerische Einzelmeisterschaft         | Herreneinzel | 1     | Jürgen Schmitz (TSV Neuhausen)                                                       |
| 1995/1996     | Bayerische Einzelmeisterschaft         | Herrendoppel | 1     | Jürgen Schmitz / Zepmeisel J. (TSV Neuhausen)                                        |
| 1995/1996     | Bayerische Einzelmeisterschaft         | Damendoppel  | 1     | Menacher Brigitte / Edeltraud Schwarz (TSV Neuhausen) / (SV Fortuna Regensburg)      |
| 1995/1996     | Südostdeutsche Einzelmeisterschaft     | Mixed        | 1     | Zepmeisel J. / Spahr T. (TSV Neuhausen)                                              |
| 1996/1997     | Bayerische Einzelmeisterschaft         | Mixed        | 1     | J. Zepmeisel / Tanja Spahr (TSV Neuhausen)                                           |
| 1996/1997     | Bayerische Einzelmeisterschaft         | Herreneinzel | 1     | Jürgen Schmitz (TSV Neuhausen)                                                       |
| 1996/1997     | Bayerische Einzelmeisterschaft         | Herrendoppel | 1     | Jürgen Schmitz / J. Zepmeisel (TSV Neuhausen)                                        |
| 1996/1997     | Deutsche Einzelmeisterschaft O32       | Herrendoppel | 1     | Jürgen Schmitz / Gerd Schmitz (TSV Neuhausen-Nymphenburg München / TSC Euskirchen)   |
| 1996/1997     | Deutsche Einzelmeisterschaft O50       | Damendoppel  | 1     | Heidi Menacher / Karin Schäfers (SV Neuhausen-Nymphenburg / OSC Essen-Werden)        |
| 1996/1997     | Deutsche Einzelmeisterschaft O55       | Dameneinzel  | 1     | Heidi Menacher (TSV Neuhausen-Nymphenburg)                                           |
| 1997/1998     | Bayerische Einzelmeisterschaft         | Herreneinzel | 1     | Roman Spitko (TSV Neuhausen)                                                         |
| 1997/1998     | Deutsche Einzelmeisterschaft O55       | Damendoppel  | 1     | Heidi Menacher / Karin Schäfers (TSV Neuhausen-Nymphenburg / OSC Essen-Werden)       |
| 1997/1998     | Deutsche Einzelmeisterschaft U22       | Damendoppel  | 2     | Corina Herle (TSV Neuhausen) / Melanie Herle (TSV Neuhausen)                         |
| 1997/1998     | Bayerische Einzelmeisterschaft         | Mixed        | 1     | Konstantin Dubs / Tanja Eberl (TSV Neuhausen)                                        |
| 1997/1998     | Deutsche Einzelmeisterschaft O55       | Mixed        | 2     | Heinrich Schäfer (OSC Werden) / Heidi Menacher (TSV Neuhausen-Nymphenburg)           |
| 1998/1999     | Bayerische Einzelmeisterschaft         | Herreneinzel | 1     | Roman Spitko (TSV Neuhausen)                                                         |
| 1998/1999     | Deutsche Einzelmeisterschaft U19       | Damendoppel  | 2     | Corinna Herle / Melanie Herle (TSV Neuhausen-Nymphenburg)                            |
| 1998/1999     | Deutsche Einzelmeisterschaft U17       | Mixed        | 2     | Jan Junker (BCW Hütschenhausen) / Hoffmann, Kathrin (TSV Neuhausen-Nymphenburg)      |
| 1998/1999     | Deutsche Einzelmeisterschaft U17       | Dameneinzel  | 2     | Kathrin Hoffmann (TSV Neuhausen)                                                     |
| 1998/1999     | Deutsche Einzelmeisterschaft U17       | Damendoppel  | 2     | Kathrin Hoffmann (TSV Neuhausen) / Natalie Tropf (SSV Waghäusel)                     |
| 1998/1999     | Deutsche Einzelmeisterschaft U19       | Dameneinzel  | 2     | Corinna Herle (TSV Neuhausen-Nymphenburg)                                            |
| 1998/1999     | Bayerische Einzelmeisterschaft         | Mixed        | 1     | Konstantin Dubs / Tanja Eberl (TSV Neuhausen)                                        |
| 1998/1999     | Deutsche Einzelmeisterschaft O55       | Damendoppel  | 1     | Heidi Menacher / Karin Schäfers (TSV Neuhausen-Nymphenburg / 1. BV Mülheim)          |
| 1999/2000     | Deutsche Einzelmeisterschaft U19       | Damendoppel  | 2     | Caren Hückstädt / Kathrin Hoffmann (Empor Brandenburger Tor Berlin / TSV Neuhausen)  |
| 1999/2000     | Deutsche Einzelmeisterschaft U22       | Herreneinzel | 2     | Roman Spitko (TSV Neuhausen)                                                         |
| 1999/2000     | Deutsche Einzelmeisterschaft U22       | Herrendoppel | 2     | Roman Spitko / Arnd Vetters (TSV Neuhausen / GW Wiesbaden)                           |
| 1999/2000     | Deutsche Einzelmeisterschaft O55       | Dameneinzel  | 2     | Heidi Menacher (TSV Neuhausen-Nymphenb)                                              |
| 1999/2000     | Deutsche Einzelmeisterschaft U22       | Damendoppel  | 2     | Michaela Peiffer / Kathrin Hoffmann (TuS Wiebelskirchen / TSV Neuhausen)             |
| 1999/2000     | Deutsche Einzelmeisterschaft O55       | Damendoppel  | 2     | Heidi Menacher (TSV Neuhausen-Nymphenburg) / Karin Schäfers (1. BV Mülheim)          |
| 1999/2000     | Deutsche Einzelmeisterschaft U22       | Dameneinzel  | 1     | Kathrin Hoffmann (TSV Neuhausen-Nymphenburg)                                         |
| 1999/2000     | Deutsche Mannschaftsmeisterschaft U15  | Mannschaft   | 3     | TSV Neuhausen-Nymphenburg                                                            |
| 1999/2000     | Deutsche Einzelmeisterschaft U15       | Herrendoppel | 2     | Benjamin Placzek / MichaelHauber (TSV Neuhausen)                                     |
| 1999/2000     | Bayerische Einzelmeisterschaft         | Dameneinzel  | 1     | Kathrin Hoffmann (TSV Neuhausen)                                                     |
| 1999/2000     | Bayerische Einzelmeisterschaft         | Herrendoppel | 1     | Konstantin Dubs / Otto Dirk (TSV Neuhausen)                                          |
| 1999/2000     | Bayerische Einzelmeisterschaft         | Mixed        | 1     | Konstantin Dubs / Herrle Melanie (TSV Neuhausen)                                     |
| 1999/2000     | Deutsche Einzelmeisterschaft U19       | Dameneinzel  | 3     | Kathrin Hoffmann (TSV Neuhausen)                                                     |
| 1999/2000     | Bayerische Einzelmeisterschaft         | Damendoppel  | 1     | Julia Suchan / Kathrin Hoffmann (SV Fortuna Regensburg / TSV Neuhausen)              |
| 2000/2001     | Deutsche Einzelmeisterschaft O55       | Damendoppel  | 1     | Heidi Menacher / Karin Schäfers (TSV Neuhausen-Nymphenburg / 1. BV Mülheim)          |
| 2000/2001     | Deutsche Einzelmeisterschaft O50       | Mixed        | 3     | Otto Sautter (TSG Söflingen) / Heidi Menacher (TSV Neuhausen-Nymphenburg)            |
| 2001          | Bayerische Einzelmeisterschaft         | Dameneinzel  | 1     | Karoline Neumann (TSV Neuhausen)                                                     |
| 2001          | Bayerische Einzelmeisterschaft         | Mixed        | 1     | Sebastian Strödke / Karoline Neumann (TSV Neubiberg / TV Neuhausen)                  |
| 2001          | Bayerische Einzelmeisterschaft         | Herrendoppel | 1     | Konstantin Dubs / Otto (TSV Neuhausen)                                               |
| 2001          | Bayerische Einzelmeisterschaft         | Damendoppel  | 1     | Karoline Neumann / Hauber (TSV Neuhausen / TSG Augsburg)                             |
| 2001/2002     | Deutsche Einzelmeisterschaft O60       | Mixed        | 1     | Gerhard Grönboldt / Heidi Menacher (Harburger SC / TSV Neuhausen-Nymphenburg)        |
| 2001/2002     | Deutsche Einzelmeisterschaft O60       | Dameneinzel  | 1     | Heidi Menacher (TSV Neuhausen-Nymphenburg)                                           |
| 2002/2003     | Deutsche Einzelmeisterschaft O60       | Mixed        | 2     | Gerhard Grönboldt / Heidi Menacher (Harburger SC / TSV Neuhausen)                    |
| 2002/2003     | Deutsche Einzelmeisterschaft U22       | Mixed        | 2     | Felix Hoffmann / Kathrin Hoffmann (TSV Neuhausen)                                    |
| 2002/2003     | Deutsche Einzelmeisterschaft U22       | Dameneinzel  | 1     | Kathrin Hoffmann (TSV Neuhausen)                                                     |
| 2002/2003     | Deutsche Einzelmeisterschaft U22       | Herreneinzel | 3     | Felix Hoffmann (TSV Neuhausen)                                                       |
| 2002/2003     | Deutsche Einzelmeisterschaft O60       | Dameneinzel  | 2     | Heidi Menacher (TSV Neuhausen-Nymphenburg)                                           |
| 2002/2003     | Deutsche Einzelmeisterschaft O60       | Damendoppel  | 1     | Heidi Menacher / Karin Schäfers (TSV Neuhausen-Nymphenburg / 1. BV Mülheim)          |
| 2002/2003     | Deutsche Einzelmeisterschaft U22       | Damendoppel  | 1     | Sandra Marinello / Kathrin Hoffmann (SC Union 08 Lüdinghausen / TSV Neuhausen)       |
| 2002/2003     | Deutsche Einzelmeisterschaft U22       | Herrendoppel | 3     | Felix Hoffmann / Philipp Faust (TSV Neuhausen / FT Schweinfurt)                      |
| 2003/2004     | Deutsche Einzelmeisterschaft O55       | Damendoppel  | 2     | Traudl Remmele / Heidi Menacher (Polizei SV München / TSV Neuhausen-Nymphenburg)     |
| 2003/2004     | Deutsche Einzelmeisterschaft O60       | Dameneinzel  | 3     | Heidi Menacher (TSV Neuhausen-Nymphenburg)                                           |
| 2004          | Bayerische Einzelmeisterschaft         | Herrendoppel | 1     | Nirschl / Felix Hoffmann (TSV Neuhausen)                                             |
| 2004          | Bayerische Einzelmeisterschaft         | Herreneinzel | 1     | Felix Hoffmann (TSV Neuhausen)                                                       |
| 2004/2005     | Deutsche Einzelmeisterschaft O40       | Herreneinzel | 3     | Jürgen Schmitz-Foster (TSV Neuhausen)                                                |
| 2004/2005     | Deutsche Einzelmeisterschaft O40       | Mixed        | 1     | Jürgen Schmitz-Foster / Ye Wang (TSV Neuhausen / TSG Dossenheim)                     |
| 2004/2005     | Deutsche Einzelmeisterschaft U19       | Dameneinzel  | 3     | Sandra Eckstein (TSV Neuhausen)                                                      |
| 2004/2005     | Deutsche Einzelmeisterschaft U19       | Damendoppel  | 3     | Tamara Teuber / Sandra Eckstein (TSG Augsburg / TSV Neuhausen)                       |
| 2005          | Bayerische Einzelmeisterschaft         | Herrendoppel | 1     | Konstantin Dubs / Felix Hoffmann (TSV Neuhausen)                                     |
| 2005/2006     | Deutsche Einzelmeisterschaft U19       | Damendoppel  | 3     | Tamara Teuber / Sandra Eckstein (TSG Augsburg / TSV Neuhausen-Nymphenburg)           |
| 2005/2006     | Deutsche Einzelmeisterschaft O40       | Herreneinzel | 3     | Jürgen Schmitz-Foster (TSV Neuhausen)                                                |
| 2005/2006     | Deutsche Einzelmeisterschaft U19       | Mixed        | 3     | Sebastian Ames / Sandra Eckstein (BC Bad Königshofen / TSV Neuhausen-Nymphenburg)    |
| 2005/2006     | Deutsche Einzelmeisterschaft U15       | Herreneinzel | 3     | Patrik Beier (TSV Neuhausen-Nymphenburg)                                             |
| 2005/2006     | Deutsche Einzelmeisterschaft O40       | Herrendoppel | 2     | Udo Lehmann / Jürgen Schmitz-Foster (TV Dillingen / TSV Neuhausen)                   |
| 2005/2006     | Deutsche Einzelmeisterschaft O40       | Mixed        | 1     | Jürgen Schmitz-Foster / Petra Teichmann (TSV Neuhausen / BSV Greifswald)             |
| 2005/2006     | Deutsche Einzelmeisterschaft U15       | Mixed        | 2     | Patrik Beier / Franziska Burkert (TSV Neuhausen-Nymphenburg / SG EBT Berlin)         |
| 2005/2006     | Deutsche Einzelmeisterschaft U15       | Herrendoppel | 3     | Patrik Beier / David Knadler (TSV Neuhausen / PTSV Rosenheim)                        |
| 2005/2006     | Deutsche Einzelmeisterschaft O55       | Damendoppel  | 1     | Gabriele Berge / Heidi Menacher (TH Leipzig / TSV Neuhausen)                         |
| 2006          | Bayerische Einzelmeisterschaft         | Damendoppel  | 1     | Kathrin Hoffmann / Julia Suchan (TSV Neuhausen / SV Fortuna Regensburg)              |
| 2006          | Bayrische Mannschaftsmeisterschaft U19 | Mannschaft   | 1     | TSV Neuhausen-Nymphenburg                                                            |
| 2006          | Bayerische Einzelmeisterschaft         | Mixed        | 1     | Felix Hoffmann / Kathrin Hoffmann (TSV Neuhausen)                                    |
| 2006          | Bayerische Einzelmeisterschaft         | Dameneinzel  | 1     | Kathrin Hoffmann (TSV Neuhausen)                                                     |
| 2006/2007     | Deutsche Einzelmeisterschaft O65       | Dameneinzel  | 2     | Heidi Menacher (TSV Neuhausen)                                                       |
| 2006/2007     | Deutsche Einzelmeisterschaft O65       | Mixed        | 1     | Heinz Regineri / Heidi Menacher (TuS Wüllen / TSV Neuhausen)                         |
| 2006/2007     | Deutsche Einzelmeisterschaft O65       | Damendoppel  | 2     | Gisela Markus / Heidi Menacher (PSV Velbert / TSV Neuhausen)                         |
| 2007          | Bayerische Einzelmeisterschaft         | Herrendoppel | 1     | Nirschl / Konstantin Dubs (TSV Neuhausen-Nymphenburg)                                |
| 2007/2008     | Deutsche Einzelmeisterschaft O40       | Herrendoppel | 2     | Thomas Dittrich / Roland Schumacher (TSV Diedorf /TSV Neuhausen-Nymphenburg)         |
| 2007/2008     | Deutsche Einzelmeisterschaft O65       | Dameneinzel  | 3     | Heidi Menacher (TSV Neuhausen-Nymphenburg)                                           |
| 2007/2008     | Deutsche Einzelmeisterschaft O55       | Damendoppel  | 2     | Gabriele Berge / Heidi Menacher (HSG TH Leipzig / TSV Neuhausen-Nymphenburg)         |
| 2007/2008     | Deutsche Einzelmeisterschaft O40       | Mixed        | 3     | Roland Schumacher / Elke Cramer (TSV Neuhausen-Nymphenburg / TV Dillingen)           |
| 2007/2008     | Deutsche Einzelmeisterschaft O65       | Mixed        | 2     | Heinz Regineri / Heidi Menacher (TuS Wüllen / TSV Neuhausen-Nymphenburg)             |
| 2007/2008     | Deutsche Einzelmeisterschaft O35       | Herreneinzel | 1     | Eric Patz (TSV Neuhausen-Nymphenburg)                                                |
| 2008/2009     | Deutsche Einzelmeisterschaft O45       | Mixed        | 1     | Jürgen Schmitz / Petra Teichmann (TSV Neuhausen / BSV Greifswald)                    |
| 2008/2009     | Deutsche Einzelmeisterschaft O45       | Herreneinzel | 2     | Jürgen Schmitz (TSV Neuhausen)                                                       |
| 2008/2009     | Deutsche Einzelmeisterschaft O65       | Mixed        | 2     | Heinz Regineri / Heidi Menacher (TuS Wüllen / TSV Neuhausen)                         |
| 2008/2009     | Deutsche Einzelmeisterschaft O35       | Mixed        | 3     | Eric Patz / Edeltraud Vonmetz (TSV Neuhausen / TSG Söflingen)                        |
| 2008/2009     | Deutsche Einzelmeisterschaft O65       | Damendoppel  | 2     | Rita Gerst / Heidi Menacher (SG Gaselan Fürstenwalde / TSV Neuhausen)                |
| 2008/2009     | Deutsche Einzelmeisterschaft O35       | Herreneinzel | 1     | Eric Patz (TSV Neuhausen)                                                            |
| 2009/2010     | Deutsche Einzelmeisterschaft O60       | Damendoppel  | 3     | Gabriele Berge / Heidi Menacher (HSG TH Leipzig / TSV Neuhausen)                     |
| 2009/2010     | Deutsche Einzelmeisterschaft O35       | Herreneinzel | 1     | Eric Patz (TSV Neuhausen)                                                            |

### Faustball
- Deutscher Faustballmeister: 1935 (Frauen, Feld)